# Asamblea Federal de Suiza
La Asamblea Federal de Suiza (en alemán: Bundesversammlung, en francés: Assamblée fédérale, en italiano: Assemblea federale y en romanche: Assamblea federala) es el poder legislativo y la autoridad suprema de Suiza.
La Asamblea está formada por dos cámaras de igual importancia:
- El Consejo Nacional, conocido como la cámara baja, representa al pueblo (200 diputados, repartidos proporcionalmente según la población de cada cantón).
- El Consejo de los Estados, conocido como la cámara alta, representa los cantones (46 diputados, dos por cantón y uno por cada semicantón[2] sin importar su población).

Los dos Consejos se reúnen separadamente la mayor parte del tiempo, aunque cualquier decisión requiere el acuerdo de las dos cámaras. Para algunas decisiones, como la elección del Consejo Federal, del Canciller de la Confederación, de los jueces del Tribunal Federal o del general del ejército en caso de guerra o crisis grave, las dos cámaras se reúnen simultáneamente. Las dos cámaras suelen celebrar sesiones conjuntas cuatro veces al año.

## Fotos

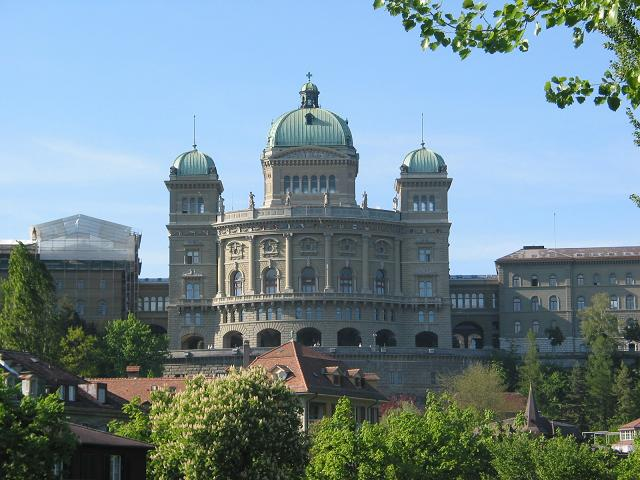
Palacio Federal de Berna.
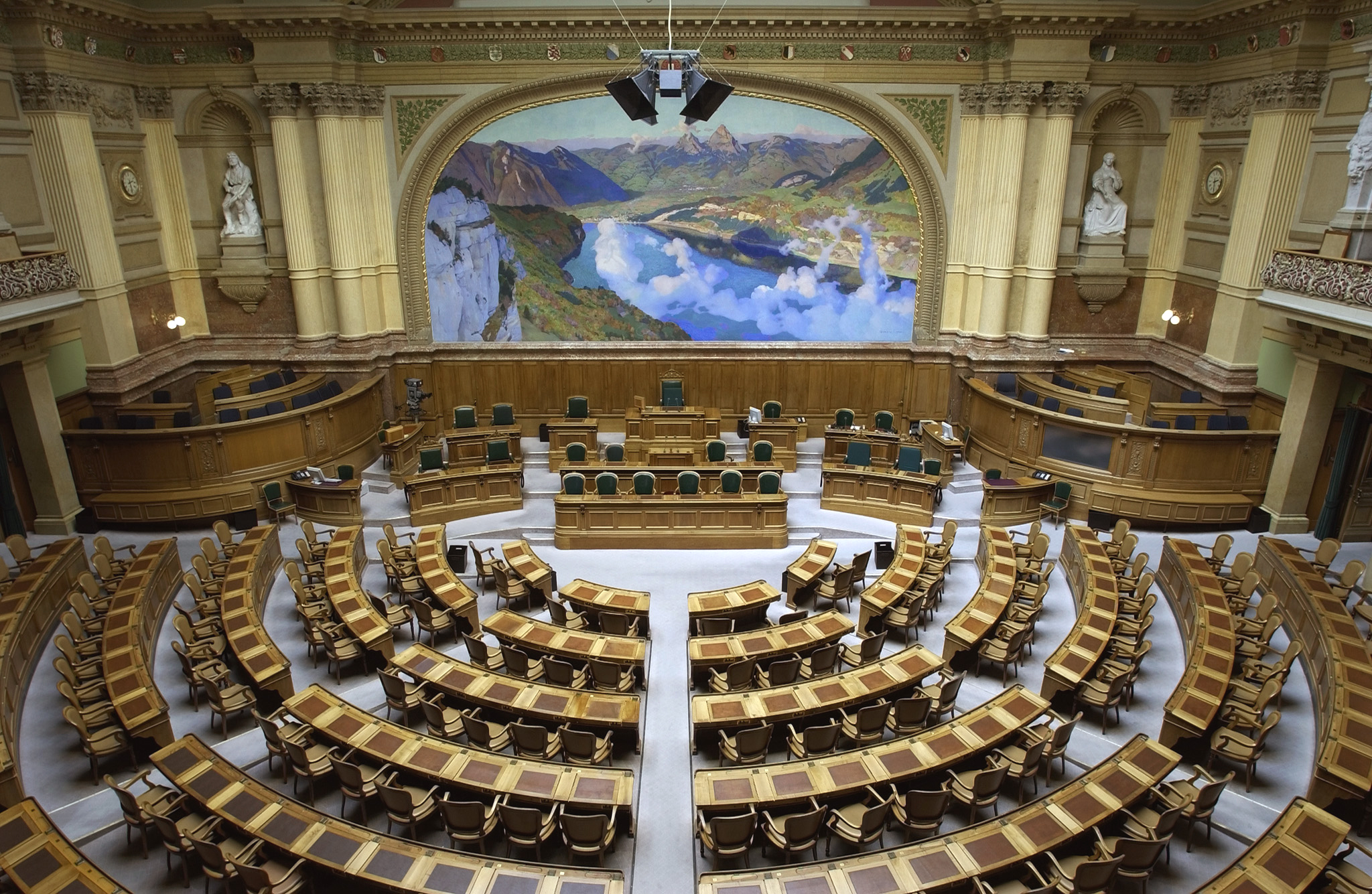
Sala del Consejo Nacional.
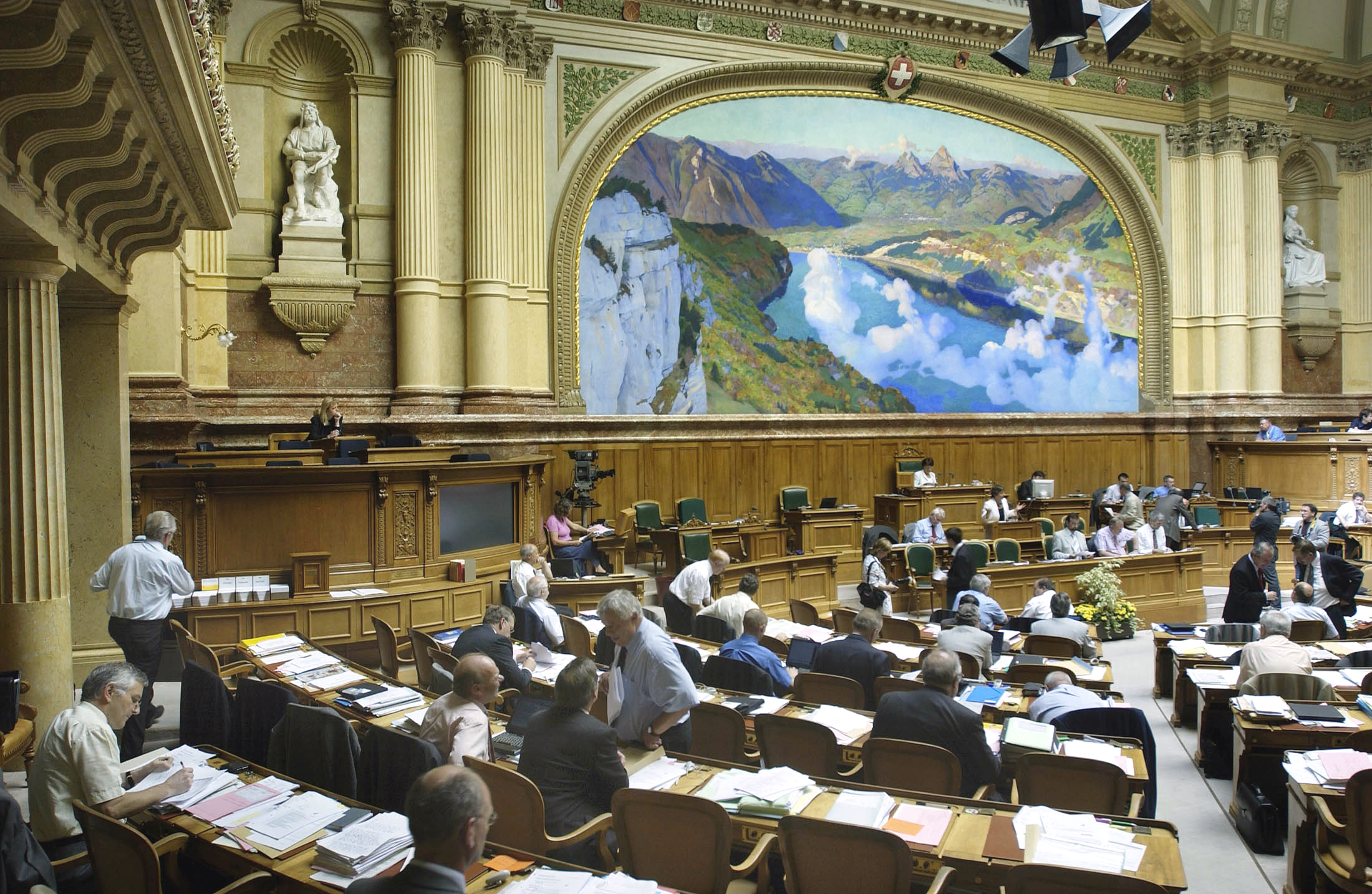
El Consejo Nacional durante una sesión.
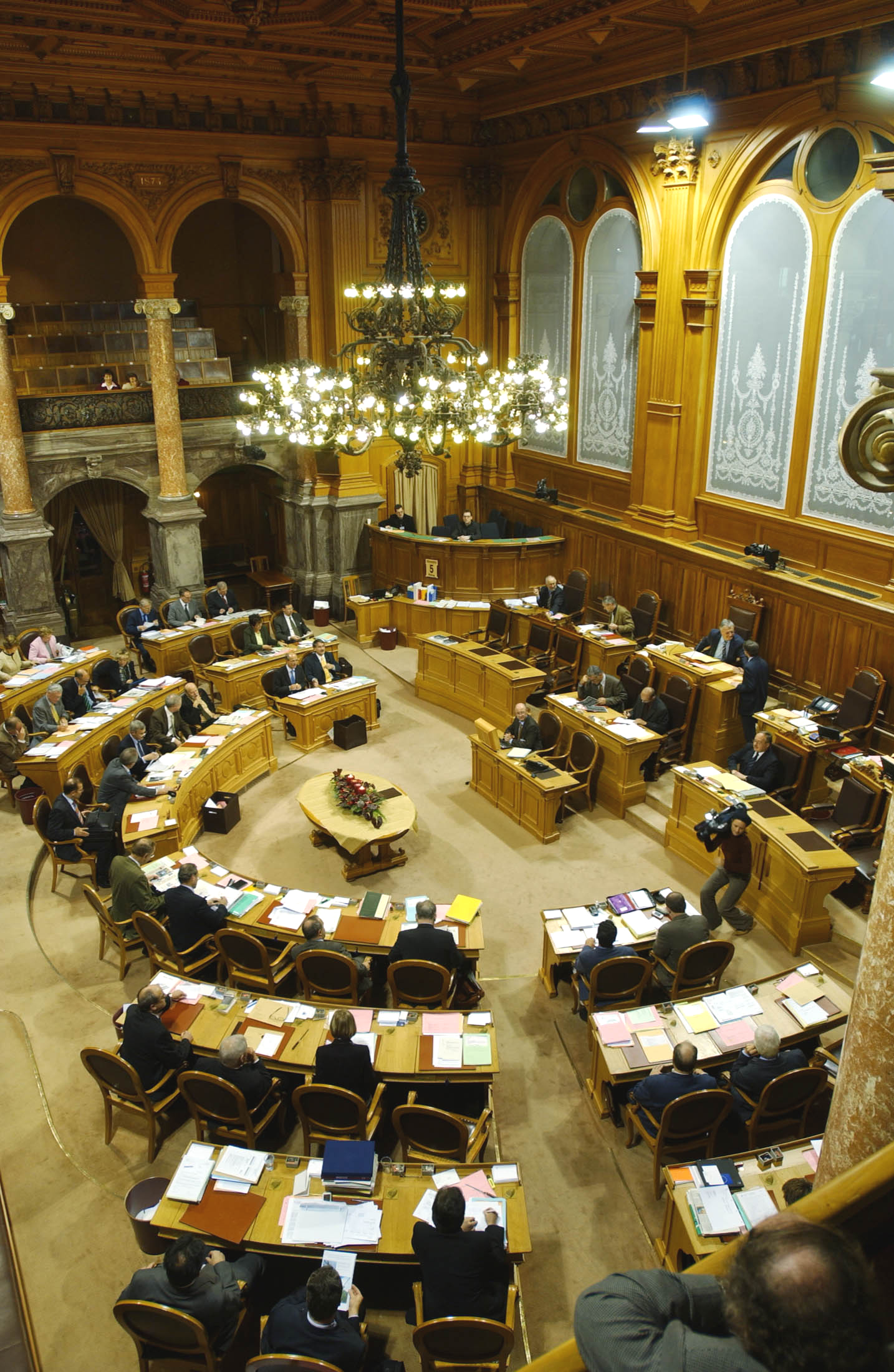
El Consejo de los Estados durante una sesión.
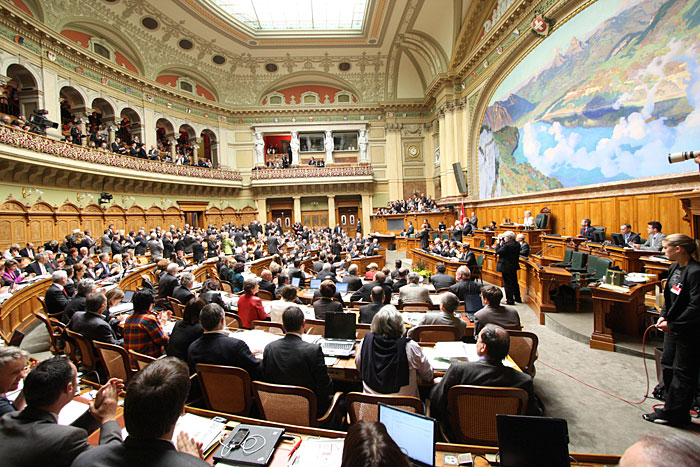
La Asamblea federal durante una sesión.